# Cienciometría

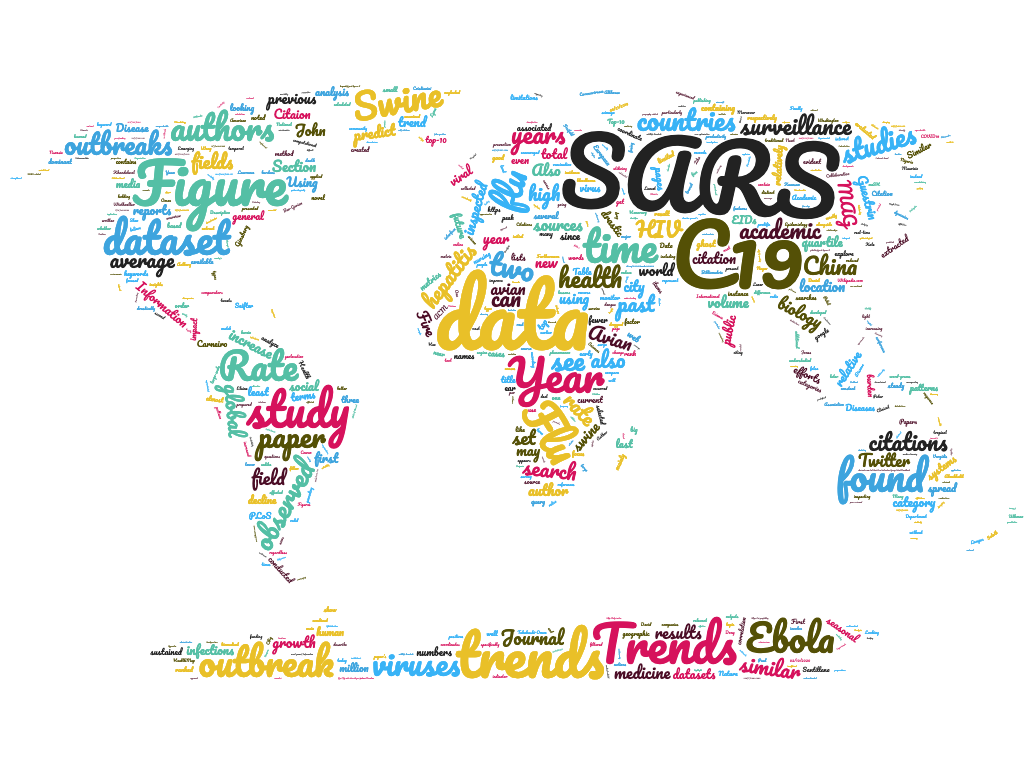
Modelo de expansión del virus del Covid hecho con palabras.

La cienciometría es la ciencia que estudia la producción científica con el fin de medir y analizar la misma. Los principales temas de investigación incluyen la medición del impacto, los conjuntos de referencia de artículos para investigar el impacto de las revistas e institutos, la comprensión de citas científicas, el mapeo de campos científicos y la producción de indicadores para su uso en contextos políticos y de gestión. En la práctica, existe una superposición significativa entre la cienciometría y otros campos científicos como la bibliometría, los sistemas de información, la ciencia de la información y la política científica. Existen otras divisiones propuestas de la cienciometría como son la webmetría o cibermetría y la altimetría, así como los índices basados en el índice H. 
Otro ámbito en el que se aplica la cienciometría es el académico, donde se cuantifican desde el número de doctores titulados hasta la cantidad de computadoras y número de horas invertidas en el aula.

## Desarrollo histórico
La cienciometría moderna se basa en gran medida en los trabajos de Derek J. de Solla Price y Eugene Garfield. Este último fundó el Instituto para la Información Científica el cual es frecuentemente usado para el análisis cienciométrico. En 1978, se estableció una revista académica dedicada a este campo: Scientometrics. La industrialización de la ciencia aumentó la cantidad de publicaciones y resultados de investigación y el aumento de las computadoras permitió un análisis efectivo de estos datos. Mientras que la sociología de la ciencia se centró en el comportamiento de los científicos, la cienciometría se centró en el análisis de publicaciones. En consecuencia, la cienciometría también se conoce como el estudio científico y empírico de la ciencia y sus resultados.
Hacia fines del siglo XX la evaluación y clasificación de los científicos e instituciones cobró más notoriedad. Basado en el análisis bibliométrico de publicaciones científicas y citas, el Ranking Académico de Universidades Mundiales ("ranking de Shanghai") fue publicado por primera vez en 2004 por la Universidad de Shanghái Jiao Tong. Los factores de impacto se convirtieron en una herramienta importante para elegir entre diferentes revistas y los rankings se convirtieron en un indicador del estado de las universidades. El índice h se convirtió en un indicador importante de la productividad y el impacto del trabajo científico. Sin embargo, se han propuesto indicadores alternativos a nivel de autor.

## Métodos
Los métodos de investigación incluyen enfoques cualitativos, cuantitativos y computacionales. Los principales focos de estudio han sido las comparaciones de productividad institucional, clasificaciones de investigación institucional, clasificación de revistas, estableciendo estándares de productividad y permanencia, evaluando la influencia de los artículos académicos más importantes y desarrollando perfiles de los principales autores e instituciones en términos del rendimiento de su investigación.
Nuevos métodos algorítmicos incluyen el aprendizaje automático y la minería de datos.
Se ha propuesto que para evitar los errores comunes en cienciometría, se debe elegir temas con suficientes datos; usar minería de datos y web scraping, combinar métodos, y eliminar “falsos positivos”. También es necesario comprender los límites de los motores de búsqueda (p.e. Web of Science, Scopus y Google Scholar) en la indexación de estudios en revistas pequeñas y países subdesarrollados.
Para realizar los análisis cienciométricos se utiliza información sobre los documentos, o metadatos, esto es, datos que permiten describir las características del artículo, capítulo, libro o memoria con detalle en título, tipo de documento, idioma, palabra clave, volumen, número de páginas, año de publicación, resumen, el o los nombres de los autores, institución de inscripción, país y correo electrónico de contacto. Otras colecciones además agregan las referencias, las citas de los documentos y asignan descriptores con base en sistemas de organización del conocimiento, como tesauros y ontologías. Algunos tesauros utilizados en las bases de datos bibliográficas académicas son UNESCO, MESH, IEEE, CAB Thesaurus, entre muchos otros.